# 수산업협동조합
수산업협동조합(水産業協同組合, National Federation of Fisheries Cooperatives), 약칭 수협(水協)은 1962년 1월 20일 수산업협동조합법 1013호에 따라 같은 해 4월 1일 출범하였다. 1962년 1월 20일 수산업협동조합법 1013호에 따라 그해 4월 1일 발족하였다.
1937년 5월 조선어업조합으로 출발해 1944년 4월 조선수산업회로 개편한 뒤, 1949년 한국수산협회를 거쳐 1962년 4월 지금의 회원조합과 중앙회를 동시에 발족하였다.

## 설립 근거
- 수산업협동조합법 제1조[1]

## 주요사업
- 지도사업: 어업인 소득증대, 회원조합 지도·육성, 어촌지도자·후계자 양성, 임직원 교육, 안전조업지도, 홍보활동, 조사연구, 국제협력, 전산업무 확충
- 경제사업: 어업용 면세유류 공급 지원, 선수물자·조합물자 공급, 선박용기자재 공동 구매, 산지 공동판매, 산지 소비자 유통 확대, 내륙지 공판장 운영, 가격지지 안정 사업, 유통기능 강화, 공판사업, 이용가공사업, 군납, 수출

- 공제사업: 공제가입 확대, 공제금 지급, 공제금 환원사업, 공제금제도 개선

## 연혁
- 1937년 5월 조선어업조합
- 1944년 4월 조선수산업회
- 1949년 한국수산협회
- 1962년 1월 20일 수산업협동조합법 공포
- 1962년 4월 1일 수산업협동조합(회원조합 및 중앙회) 발족(근거: 수산업협동조합법 1013호)
- 1992년 8월 수협유통 설립
- 1995년 수협문화사·수협용역 설립
- 1997년 수협사료 설립

## 조직

### 회장
- 총회
- 이사회
  - 이사회사무국
- 감사위원회
  - 감사실
- 조합감사위원회
  - 조합감사실
- 준법감시인
  - 준법감시실
- 수산경제연구원

#### 지도경제사업 대표이사
- 경남지역본부
- 전남지역본부

##### 상무
- 기획부
- 총무부
- 어선안전조업본부
- 노량진개발사업부
- 홍보실
- 리스크관리실
- IT관리실
- 연수원

##### 상임이사
- 회원지원부
- 상호금융부
- 공제보험부
- 정책보험부
- 자금운용부
- 경제기획부
- 유통사업부
- 판매사업부
- 자재사업부
- 무역사업단

## 같이 보기
- 수협은행